# Australische Cricket-Nationalmannschaft in Südafrika in der Saison 2017/18
Die Tour der australischen Cricket-Nationalmannschaft nach Südafrika in der Saison 2017/18 fand vom 1. März bis zum 3. April 2018 statt. Die internationale Cricket-Tour war Bestandteil der Internationalen Cricket-Saison 2017/18 und umfasste vier Tests. Südafrika gewann die Serie 3–1.

## Vorgeschichte
Australien bestritt zuvor ein Drei-Nationen Turnier zusammen mit England und Neuseeland, während Südafrika eine Tour gegen Indien bestritt. Die letzte Tour der beiden Mannschaften gegeneinander fand in der Saison 2016/17 in Australien statt.

## Stadien
Die folgenden Stadien wurden für die Tour als Austragungsort vorgesehen:
| Stadion                  | Stadt          | Kapazität | Spiele  |
| ------------------------ | -------------- | --------- | ------- |
| Sahara Stadium Kingsmead | Durban         | 25.000    | 1. Test |
| Wanderers Stadium        | Johannesburg   | 34.000    | 4. Test |
| Newlands Cricket Ground  | Kapstadt       | 25.000    | 3. Test |
| Sahara Oval St George’s  | Port Elizabeth | 19.000    | 2. Test |

## Kaderlisten
Australien genannte seinen Kader am 22. Januar 2018.
Südafrika benannte seinen Kader am 24. Februar 2018.
| Test | Test |
| Südafrika | Australien |
| --- | --- |
| - Faf du Plessis (K) - Dean Elgar (VK) - Hashim Amla - Temba Bavuma - Quinton de Kock (wk) - Theunis de Bruyn - AB de Villiers - Heinrich Klaasen - Keshav Maharaj - Aiden Markram - Morné Morkel - Chris Morris - Wiaan Mulder - Lungisani Ngidi - Duanne Olivier - Vernon Philander - Kagiso Rabada | - Steve Smith (K) - David Warner (VK) - Cameron Bancroft - Jackson Bird - Joe Burns - Pat Cummins - Peter Handscomb - Josh Hazlewood - Jon Holland - Usman Khawaja - Nathan Lyon - Mitchell Marsh - Shaun Marsh - Glenn Maxwell - Tim Paine (wk) - Matt Renshaw - Jhye Richardson - Chadd Sayers - Mitchell Starc |

## Tour Matches
| 22. – 24. Februar Scorecard | Benoni | Südafrika A 220 (58.5) & 248 (72.5) | – | Australia XI 329 (90.4) & 140-5 (29.3) |
|                             |        | Australia XI gewinnt mit 5 Wickets  |   |                                        |

## Tests

### Erster Test in Durban
| 1. – 5. März Scorecard | Durban | Australien 351 (110.4) & 227 (74.4) | – | Südafrika 162 (51.4) & 298 (92.4) |
|                        |        | Australien gewinnt mit 118 Runs     |   |                                   |

Nach dem Spiel tauchten Videoaufnahmen auf, die den australischen Vize-Kapitän David Warner dabei zeigten wie er nach einer Auseinandersetzung mit dem südafrikanischen Spieler Quinton de Kock in einem Treppenhaus des Stadions von seinen Teamkollegen zurückgehalten werden musste. Beide Spieler wurden mit einer Geldstrafe belegt.

### Zweiter Test in Port Elizabeth
| 9. – 12. März Scorecard | Port Elizabeth | Australien 243 (71.3) & 239 (79) | – | Südafrika 382 (118.4) & 102-4 (22.5) |
|                         |                | Südafrika gewinnt mit 6 Wickets  |   |                                      |

### Dritter Test in Kapstadt
| 22. – 26. März Scorecard | Kapstadt | Südafrika 311 (97.5) & 373 (112.2) | – | Australien 255 (69.5) & 107 (39.4) |
|                          |          | Südafrika gewinnt mit 322 Runs     |   |                                    |

Am dritten Tag des dritten Tests wurde der australische Spieler Cameron Bancroft mit Fernsehkameras dabei gefilmt, wie er mit einem unbekannten gelben Objekt den Ball bearbeitete. Dieses wurde auch auf den Stadionbildschirmen gezeigt und nachdem der Ersatzspieler Peter Handscomb nach einem Walkie Talkie-Gespräch mit Trainer Darren Lehmann mit Bancroft gesprochen hatte, ließ er diesen in seiner Hose verschwinden. Die beiden Schiedsrichter Nigel Llong und Richard Illingworth wurden darauf aufmerksam und sprachen mit Bancroft, der in diesem Gespräch ein schwarzes Tuch vorzeigte. Die Schiedsrichter verzichteten nach dem Gespräch auf die üblichen Maßnahmen in einem Fall von Ballmanipulation (Ball tampering), dem Austausch des Balles und der Verhängung von Strafruns. Nachdem das Spiel für den Tag beendet worden war, gab Bancroft in einer Pressekonferenz bekannt, dass er die Schiedsrichter belogen habe und das Manipulieren des Balles in der vorhergehenden Mittagspause mit dem Führungsteam der australischen Mannschaft abgesprochen war, was vom Mannschaftskapitän Steve Smith bestätigt wurde. Smith weigerte sich zunächst von seinem Amt zurückzutreten. Nachdem der australische Premierminister Malcolm Turnbull verkündet hatte, dass das Verhalten der australischen Mannschaft eine „schockierende Enttäuschung“ sei und den Verband dazu aufgerufen hatte, schnell zu reagieren, wurde am Morgen des vierten Tages bekanntgegeben, dass Smith und sein Vizekapitän David Warner bis zum Ende des Tests von ihren Posten zurücktreten würden und der Wicket-Keeper Tim Paine die Kapitänsrolle übernimmt. Smith und Bancroft erhielten vom Weltverband ICC eine Geldstrafe, sowie Smith des Weiteren eine Sperre für ein Spiel. Der australische Verband entschied, dass alle drei involvierten Spieler sofort Südafrika verlassen sollten. Warner wurde als Anstifter identifiziert, der Bancroft zu der Tat verleitete und Smith habe es mit Wissen geduldet. Alle drei Spieler wurden für internationales und nationales Cricket in Australien gesperrt, Bancroft für 9 Monate, Warner und Smith für ein Jahr. Es wurde weiterhin entschieden, dass Bancroft und Smith für zwei Jahre keine Führungsrolle im australischen Nationalteam übernehmen dürfen, Warner wurde für eine solche Position lebenslang gesperrt. Smith und Warner sollten in der anschließenden Indian-Premier-League-Saison jeweils als Kapitän fungieren, wurden aber auch dort gesperrt. Im Zuge der medialen Empörung trat auch der Trainer Darren Lehmann zurück. Steve Smith entschuldigte sich öffentlich für sein unsportliches Verhalten.

### Vierter Test in Johannesburg
| 30. März – 3. April Scorecard | Johannesburg | Südafrika 488 (136.5) & 344-6d (105) | – | Australien 221 (70) & 119 (46.4) |
|                               |              | Südafrika gewinnt mit 492 Runs       |   |                                  |